# 邇々杵神社
邇々杵神社（ににぎじんじゃ）は、滋賀県高島市朽木にある神社である。古くは、「十禅師」と称した。またかつては神宮寺（天台宗）を有し、石標と天保年間（1830 - 44年）に造られた多宝塔が残っている。旧社格は郷社。

## 祭神
- 瓊瓊杵尊

## 神紋
- 四ッ目

## 由緒
創祀年代不詳。平安時代初期に、十禅師（瓊瓊杵尊ともされた）を祀る日吉十禅師社（現日吉大社摂社樹下宮）を勧請したものと伝える。
明治初年（19世紀後葉）に現社名に改め、昭和15年（1940年）に郷社に昇格した。

## 祭祀
- 例祭 - 5月10日

## 境内社
- 河内神社

## 文化財

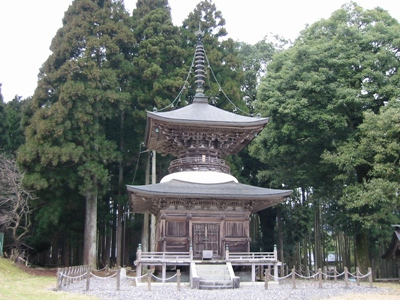
邇々杵神社多宝塔

- 多宝塔 - 高島市指定文化財

## 交通
- 市コミュニティーバス　宮前坊下車すぐ